# Perigonia stulta
Perigonia stulta là một loài bướm đêm thuộc họ Sphingidae. Loài này có ở tropical America.
Sải cánh dài 50–55 mm. Con trưởng thành bay quanh năm.